# Bomba de engranajes

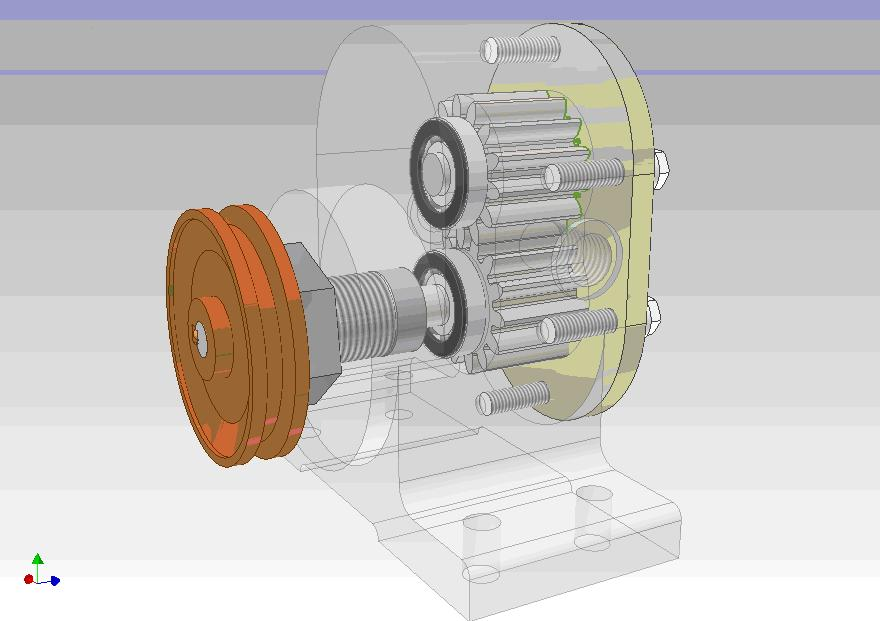
Esquema de una bomba hidráulica de engranajes dibujada por ordenador. Es un conjunto de tres esquemas.

Una bomba de engranajes es un tipo de bomba hidráulica que consta de 2 engranajes encerrados en un alojamiento muy ceñido. Transforma la energía cinética en forma de par motor, generada por un motor, en energía hidráulica a través del caudal de aceite generado por la bomba.
Este caudal de aceite a presión se utiliza para generar, normalmente, el movimiento del actuador instalado en la máquina/aplicación.

## Componentes
El elemento principal de la bomba es el par de engranajes acoplados. El par de engranajes está formado por el eje conductor/motor (el que es accionado por el eje del motor) y el eje conducido. El eje conductor hace girar al eje conducido bajo el principio del desplazamiento provocado por el contacto entre los dientes de los engranajes de los ejes.

## Funcionamiento

Animación de una bomba de engranajes interna.

Al accionarse la bomba, el aceite entra por el orificio de entrada (aspiración) de la bomba debido a la depresión creada al separarse los dientes de uno respecto a los del otro engranaje. El aceite es transportado a través de los flancos de los dientes del engranaje hasta llegar al orificio de salida de la bomba, donde, al juntarse los dientes del eje conductor con los del conducido, el aceite es impulsado hacia el orificio de salida (presión).
El uso de las bombas de engranajes externos en el mercado es muy común debido a que es un producto compacto, potente, robusto y competitivo a nivel de coste. El menor número de piezas móviles en estas bombas en comparación con otras bombas facilita su mantenimiento. Su tolerancia al polvo y la contaminación también se encuentran entre los factores que influyen en su preferencia. Además, su estructura simple, altas alturas de succión y eficiencias superiores también hacen que estas bombas sean ventajosas.